# Ixtapaluca kommun
Ixtapaluca är en kommun i Mexiko. Den ligger i delstaten Mexiko, i den centrala delen av landet, cirka 28 kilometer öster om huvudstaden Mexico City. Huvudorten i kommunen är Ixtapaluca. Kommunen ingår i Mexico Citys storstadsområde och hade 467 361 invånare vid folkmätningen 2010, varav 322 271 bor i kommunhuvudorten. Andra större samhällen i kommunen är San Buenaventura, San Jerónimo Cuatro Vientos och San Francisco Acuautla.